# Пітер Ґрей (психолог)
Пітер Отіс Ґрей — американський дослідник та викладач психології. Він є професором психології у Бостонському коледжі та автором вступного з неї підручника. Пітер відомий передусім своєю роботою про взаємодію між освітою та грою, а також своїм еволюційним поглядом на теорію психології.

## Освіта і кар'єра
Пітер Ґрей виріс у 1950-х роках у низці містечок Міннесоти та Вісконсина. 1962 року він закінчив школу Кабот у однойменному місті штату Вермонт. Згодом він вивчав психологію в Колумбійському коледжі в Нью-Йорку та отримав диплом з відзнакою "дуже похвально". Його досвід роботи у таборах і центрах відпочинку в середній школі та коледжі допоміг сформувати його майбутні академічні зацікавлення у дослідженні гри та розвитку дитини. Він отримав ступінь доктора філософії з біологічних наук у Рокфеллерському університеті 1972 року і тоді ж приєднався до відділу психології Бостонського коледжу. Там він просунувся вгору від асистента до професора, працюючи в різний час завідувачем катедри, директором програми бакалаврату та директором аспірантури. У 2002 році він пішов на пенсію з викладацької посади та погодився на посаду професора-дослідника, яку зараз займає.
Пітер Ґрей є автором широко використовуваного вступного підручника з психології, який нещодавно вийшов у восьмому виданні. Книга проломила горизонт, коли вийшло перше видання (у 1991 році) як перший загальний вступний підручник з психології, який привніс дарвіністську перспективу до всієї галузі. Він також є автором книги «Вільний у навчанні: чому вивільнення грального інстинкту зробить наших дітей щасливішими, самозабезпеченішими та кращими учнями на все життя», а також веде популярний блог для журналу "Psychology Today" під назвою «Свобода навчатися».
У 2016 році Ґрей допоміг заснувати Alliance for Self-Directed Education, організацію, що просуває самонаправлене навчання для дітей і підлітків як заміну традиційної шкільної освіти. Він обіймав посаду президента організації, та, проте покинув цю посаду у 2020 році. 2017 року Пітер допоміг заснувати некомерційну організацію "Let Grow", яка просуває дитячу незалежність та виступає проти моделі наглядацького виховання.

## Книги
- Gray, Peter (5 березня 2013). Free to Learn: Why Unleashing the Instinct to Play Will Make Our Children Happier, More Self-Reliant, and Better Students for Life. Basic Books. ISBN 978-0-465-03791-9.[10]
- Narváez, ред. (2014). Ancestral Landscapes in Human Evolution: Culture, Childrearing and Social Wellbeing. Oxford University Press. ISBN 978-0-19-996425-3.
- Gray, Peter; Bjorklund, David (2018). Psychology: 8th Edition. Macmillan Learning. ISBN 978-1-319-15051-8.
- Gray, Peter (2020). Four books, all published by Tipping Points Press (publishing arm of the Alliance for Self-Directed Education), and adapted from blog posts in Gray's Freedom to Learn blog:
  - Mother Nature's Pedagogy: Biological Foundations for Children's Self-Directed Education, ISBN 978-1-952837-06-7
  - Evidence that Self-Directed Education Works, ISBN 9781952837029
  - The Harm of Coercive Schooling, ISBN 9781952837005
  - How Children Acquire "Academic" Skills Without Formal Instruction, ISBN 9781952837043

## зовнішні посилання
- Блог Freedom to Learn для Psychology Today
- Альянс за самокеровану освіту
- Нехай росте
- Занепад гри | Пітер Грей | TEDxNavesink